# Сабалета, Никанор
Никано́р Сабале́та Са́ла (исп. Nicanor Zabaleta Zala; 7 января 1907, Сан-Себастьян — 31 марта 1993, Сан-Хуан) — испанский арфист.
Начал заниматься на арфе с семилетнего возраста, брал уроки у видных испанских арфисток Винсенты Тормо де Кальво и Луисы Менаргес, с 1925 года учился в Париже у Марселя Турнье и Жаклин Боро. В следующем году начал концертировать, в 1934 году отправился на первые американские гастроли и в дальнейшем жил и работал, главным образом, в Новом Свете — в частности, преподавал в Каракасской консерватории (впрочем, в 1959—1962 годах Сабалета вёл класс арфы в Академии Киджи в Сиене). В отзыве журнала Time о гастролях Сабалеты 1953 года он назван одним из лучших арфистов мира.
Сабалете принадлежит открытие ряда редких произведений арфового репертуара XVIII—XIX вв. С другой стороны, для него написаны арфовые произведения Дариуса Мийо, Эйтора Вилла-Лобоса, Эрнста Кшенека, Альберто Хинастеры и других крупнейших композиторов современности.
Последний концерт Сабалеты состоялся 16 июня 1992 года в Мадриде.